# Atignari
Atignari (significa "de Tignar", em árabe: الطغنري; nome completo: Abu Abedalá Maomé ibne Maleque Almurri Atignari Algarnati أبو عبد الله محمد بن مالك المُرِّي الطِّغْنَري الغرناطي; fl. 1075–1118) foi um agrônomo, botânico, poeta, viajante e médico muçulmano árabe andaluz. Atignari escreveu um tratado sobre agronomia chamado Zuhrat al-Bustān wa-Nuzhat al-Adhhān (em árabe: زهرة البستان ونزهة الأذهان, lit. A Glória do Jardim e Recreação das Mentes). No livro, ele descreveu sua jornada ao Oriente Médio e compartilhou suas observações sobre agricultura e outros tópicos.
Atignari viajou muito e escreveu sobre suas aventuras em seu livro. Ele visitou muitos lugares, incluindo várias cidades em Al-Andalus, Salé (Marrocos), Fortaleza dos Beni Hamade (Argélia), Egito e Levante. Ele também foi ao Hejaz e realizou o Haje. Em sua escrita, ele descreveu o que viu em cada lugar. Por exemplo, ele escreveu sobre a altura de crescimento das árvores no Egito e sobre como o Poço de Abraão em Israel foi cavado.

## Biografia
Atignari nasceu em uma família árabe de Banu Murra, em uma pequena e desaparecida aldeia de Tignar, localizada entre os existentes Albolote e Maracena, na província de Granada, Al-Andalus (atual Espanha). Seu ano de nascimento e morte é desconhecido, mas ele estava vivo entre 1075 e 1118.
Atignari foi um literato e poeta que viveu durante a época da dinastia zírida sob Abedalá ibne Bologuine. Ele foi uma das muitas personalidades de Granada que se mudaram para a Taifa de Almeria, provavelmente por causa de desentendimentos com o governante. Ele fazia parte de um grupo de poetas e cientistas da corte real dos Banu Sumadi. Nos jardins da residência real, Açumadia, fez diferentes tipos de experimentos agrícolas.
Atignari mudou-se para Sevilha depois que os almorávidas conquistaram Granada e dizem que continuou seus estudos lá em 1100. Em Sevilha, fez parte do grupo de agrônomos e botânicos de ibne Bassal. Ele se tornou parte de um grupo de poetas e naturalistas da corte sevilhana que estudavam com mestres comuns, incluindo o agrônomo de Toledo ibne Bassal e o médico sevilhano Alboácem Siabe. É possível que ele também tenha estudado com ibne Aluncu ou ibne Luengo, um médico de Toledo que foi discípulo de ibne Bassal.
Atignari então viajou para várias cidades em Alandalus, norte da África e leste. Estabeleceu contato com outros centros intelectuais da época localizados em vários pontos do percurso. Depois de ficar no forte de Bani Hamade, ele continuou sua jornada pelo Mediterrâneo oriental, passando por Trípoli, Alexandria e várias cidades sírias, incluindo Damasco. Ele observou e estudou as práticas agrícolas e hidráulicas nesses lugares com a intenção de aplicá-las em Alandalus. Como ele é mencionado como Alhaje Algarnati no tratado de agronomia de ibne Alauame, é provável que ele tenha feito o Haje em algum momento.
Mais tarde, depois de ter ido a vários lugares do Norte de África e do Oriente, regressou a Alandalus e viveria alternadamente em Granada e Sevilha.
Ele escreveu um tratado sobre agronomia intitulado Zuhrat al-Bustān wa-Nuzhat al-Adhhān (em em árabe: زهرة البستان ونزهة الأذهان, translit. 3, A Glória do Jardim e Recreação das Mentes) para o príncipe Almorávida Tamim, filho de Iúçufe ibne Taxufine. O príncipe Tamim foi governador da província de Granada e patrono de Atignari e outros agrônomos e botânicos. Na descrição de Expiración García Sánchez de Atignari, ela o pinta como um "escritor fino" com um estilo conciso e sobressalente. Embora ela tenha apenas fragmentos de sua poesia e prosa, ela acredita que eles fornecem uma boa indicação de sua capacidade de escrita. Ela também sugere que ele pode ter sido um médico, com base no conhecimento detalhado da medicina mostrado em seu tratado, mas ela não tem nenhuma evidência certa de que ele tenha praticado essa habilidade.
Ibne Bassame e ibne Alcatibe escreveram poesia sobre Atignari em seu tempo.
Atignari morreu em Granada e foi enterrado lá. Ele instruiu que em seu túmulo deveria ser escrito: 

Ó meu amigo, se você visitar meu túmulo Você encontrará um pouco da terra do meu túmulo entre minhas costelas

O som estava com medo de falar, mas qualquer fala é considerada alta

Meus olhos viram as maravilhas, mas quando a morte separou meu corpo e minha alma

## Zuhrat al-Bustan wa Nudhat al-Adhan
Atignari escreveu um trabalho sobre agronomia, Zuhrat al-Bustān wa-Nuzhat al-Adhhān (em em árabe: زهرة البستان ونزهة الأذهان, A Glória do Jardim e Recreação das Mentes) em 1100. Foi dedicado ao governador almorávida de Granada, Abu Tair Tamim ibne Iúçufe ibne Taxufine. O texto original tinha 12 livros e 360 capítulos, mas hoje apenas se conhece uma versão incompleta. Há no máximo onze exemplares da obra, faltando a primeira parte. O conteúdo da obra é muito semelhante a outras obras andaluzas sobre agricultura. O livro é um guia sistemático da ciência agronômica que inclui um calendário astronômico e meteorológico, valiosas informações linguísticas, toponímicas e botânicas e, ao final de cada perfil de uma determinada planta ou árvore, uma seção sobre suas propriedades benéficas e prejudiciais., do ponto de vista terapêutico e dietético.
Ele começa discutindo diferentes tipos de solo, fertilizantes e hidrologia e, em seguida, fornece conselhos práticos sobre como administrar uma casa. Ele segue com capítulos sobre o crescimento das plantas, incluindo plantio, semeadura e enxertia, bem como como lidar com doenças e outras tarefas agrícolas.

### Sua viagem pelo Oriente Médio
Atignari descreveu suas viagens no livro em muitos lugares, mencionando, por exemplo, a cidade de Salé, Marrocos e a fortaleza de Bani Hamade, Argélia. Ele então seguiu para o leste para o Egito, e talvez de lá para o Hejaz, na Arábia Saudita, e realizou o Haje. Em seu escrito sobre agricultura (Alhina), ele mencionou que visitou o Egito e viu quanto tempo as árvores ali cresciam, dizendo: "Eu vi isso na terra do Egito e na terra do Levante, que foi plantada 25 anos atrás, e as árvores cresciam nas pernas de um homem como o filho de Adão". Ele então viajou para a terra do Levante e visitou muitas de suas cidades. Ele menciona que viu a cidade de Ascalão, uma das cidades da Palestina, e descreveu o conhecido poço de Abraão. Ele testemunhou como os poços foram cavados e como as colunas foram erguidas sobre eles. Ele também mencionou Damasco mais de uma vez. Por exemplo, em seu discurso sobre o cultivo de erva-doce, ele disse: "E eu vi erva-doce em Damasco, na Síria, na forma de uma folha vermelha, e não a vi em nenhum outro lugar". Ele também destacou que visitou a cidade de Alepo, na Síria e viu o que foi plantado lá, e os métodos e métodos de agricultura. Ele mencionou durante sua escrita sobre algodão que: "E eu vi isso em Aleppo por um período de 30 anos e mais".

### Visões sobre suas obras
Foi poeta e estudioso. Ibne Bassam disse: "Eu não mencionei este homem, exceto por versos de sua poesia e dois parágrafos de sua prosa, e ele se referiu à árvore com um de seus frutos".
Ele segue de perto as técnicas descritas em The Nabateean Agriculture, embora não siga a parte teosófica que é desenvolvida ao lado delas ao longo do último trabalho. No tratado de Atignari, inclui relatos de experiências pessoais, às vezes contrastadas com técnicas aprendidas em suas viagens pela Síria e Tunísia.
O livro também retrata a planície fértil de Granada, que é cercada por altos planaltos. Esses planaltos são áreas de clima frio que são usadas para cultivar uma variedade de trigo e outros cereais. Na faixa costeira de Almeria a Málaga, existem cultivos que utilizam técnicas agrícolas semelhantes às utilizadas hoje para a cana-de-açúcar e algumas culturas cítricas.
É possível que o último livro da série, que não está incluído em nenhum dos manuscritos existentes, tenha sido dedicado à criação de animais, como é o caso de tratados semelhantes de ibne Alauame e Abenguefite, não é certo.
Atignari usa uma variedade de fontes. Ele por sua vez foi usado como fonte por outros autores como ibne Alauame e ibne Luium.
Expiración García Sánchez descreve o trabalho de Atignari como sistemático e detalhado. Ela também diz que é um "texto especificamente andaluz" porque ele inclui muitos elementos sobre as práticas agrícolas locais e os vários tipos de plantas encontradas em diferentes regiões de Alandalus.

## Cultura popular
Em 2022, o videogame chinês Genshin Impact adicionou um novo personagem chamado Tighnari, que é descrito como uma pessoa inteligente que dava palestras às pessoas e se formava em botânica. Acredita-se que o personagem é baseado no verdadeiro Atignari.